# Чемпионат СССР по лёгкой атлетике 1973
Лично-командный чемпионат СССР по лёгкой атлетике 1973 года проходил с 10 по 14 июля в Москве на Центральном стадион имени В. И. Ленина. На протяжении пяти дней было разыграно 36 комплектов медалей.
Главное событие чемпионата произошло в секторе для метания диска. Фаина Мельник установила новый мировой рекорд — 67,58 м. Предыдущее достижение, которое принадлежало ей же (67,44 м, 25 мая 1973 года), было улучшено на 14 сантиметров. Этот мировой рекорд стал седьмым в карьере олимпийской чемпионки 1972 года.
Александр Корнелюк стал третьим спринтером в истории страны, пробежавшим дистанцию 100 метров за 10,0 по ручному хронометражу. Ранее аналогичного достижения добились Владислав Сапея (дважды в 1968 году) и Валерий Борзов (четыре раза в 1969—1972 годах).
Двукратный олимпийский чемпион 1972 года Борзов на этом чемпионате ограничился победой на дистанции 200 метров и третьим местом в эстафете 4×100 метров.
В прыжке с шестом Юрий Исаков улучшил собственный рекорд СССР на 5 сантиметров. Новым ориентиром для советских шестовиков стала высота 5,41 м.
Эльвира Озолина спустя девять лет вернула себе всесоюзное достижение в метании копья — 63,12 м. С 1960 по 1964 годы она четырежды обновляла мировой рекорд, который затем на Олимпийских играх в Токио побила Елена Горчакова (62,40 м).
Серебряный призёр Олимпийских игр 1972 года Евгений Аржанов за явным преимуществом выиграл финал в беге на 800 метров. Результат 1.45,5 оказался лучшим в истории чемпионатов СССР и всего 0,2 секунды уступил национальному рекорду того же Аржанова. Ближайший преследователь проиграл ему более полутора секунд.
Впервые в истории Советского Союза два человека в одном забеге на 10 000 метров пробежали дистанцию быстрее 28 минут. Отличились Николай Свиридов (27.58,6), ставший чемпионом страны, и Павел Андреев (27.59,8), занявший второе место. Близок к покорению этого рубежа был и бронзовый призёр Вадим Мочалов — 28.01,0. До рекорда Рашида Шарафетдинова (27.56,4) лидеру не хватило чуть более 2 секунд.
Неожиданное поражение в женском толкании ядра потерпела олимпийская чемпионка и рекордсменка мира Надежда Чижова. Она уступила своему лучшему результату более полутора метров и пропустила вперёд Светлану Долженко из Кишинёва.
Янис Лусис в шестой раз подряд и в 11-й раз за последние 12 лет стал чемпионом страны в метании копья.
В течение 1973 года в различных городах были проведены также чемпионаты СССР в отдельных дисциплинах лёгкой атлетики:
- 4 марта — чемпионат СССР по кроссу (Евпатория)
- 4—6 июля — чемпионаты СССР по марафону, многоборьям и ходьбе на 50 км (Москва)

## Командное первенство
| Место | Команда        |
| ----- | -------------- |
| 1     | РСФСР          |
| 2     | Украинская ССР |
| 3     | Москва         |

## Призёры

### Мужчины
| Дисциплина             | Золото                                                                       | Золото    | Серебро                                                                                     | Серебро   | Бронза                                                                                      | Бронза    |
| ---------------------- | ---------------------------------------------------------------------------- | --------- | ------------------------------------------------------------------------------------------- | --------- | ------------------------------------------------------------------------------------------- | --------- |
| 100 м                  | Александр Корнелюк Москва Азербайджанская ССР Баку                           | 10,0      | Владимир Отставнов Азербайджанская ССР Баку                                                 | 10,3      | Юрий Силов Латвийская ССР Рига                                                              | 10,3      |
| 200 м                  | Валерий Борзов Украинская ССР Киев                                           | 20,6      | Александр Жидких Белорусская ССР Минск                                                      | 20,8      | Сергей Коровин Белорусская ССР Витебск                                                      | 21,0      |
| 400 м                  | Виктор Никаноров РСФСР Череповец                                             | 47,1      | Семён Кочер РСФСР Ессентуки                                                                 | 47,2      | Валерий Юдин Москва                                                                         | 47,3      |
| 800 м                  | Евгений Аржанов Украинская ССР Киев                                          | 1.45,5    | Георгий Чернышёв Москва                                                                     | 1.47,2    | Владимир Пономарёв РСФСР Ростов-на-Дону                                                     | 1.47,3    |
| 1500 м                 | Николай Андреев РСФСР Иркутск                                                | 3.42,0    | Станислав Мещерских РСФСР Свердловск                                                        | 3.42,2    | Борис Кузнецов РСФСР Свердловск                                                             | 3.42,2    |
| 5000 м                 | Юрий Алексашин Москва                                                        | 13.38,4   | Виктор Лосев РСФСР Воронеж                                                                  | 13.40,4   | Владимир Меркушин Белорусская ССР Минск                                                     | 13.40,8   |
| 10 000 м               | Николай Свиридов РСФСР Воронеж                                               | 27.58,6   | Павел Андреев Украинская ССР Львов                                                          | 27.59,8   | Вадим Мочалов Киргизская ССР Фрунзе                                                         | 28.01,0   |
| 3000 м с препятствиями | Ромуальдас Битте Литовская ССР Вильнюс                                       | 8.30,2    | Ильмар Руус Эстонская ССР Таллин                                                            | 8.31,4    | Леонид Савельев Украинская ССР Киев                                                         | 8.31,6    |
| 110 м с барьерами      | Анатолий Мошиашвили Грузинская ССР Тбилиси                                   | 13,8      | Виктор Мясников Белорусская ССР Минск                                                       | 13,9      | Валентин Балахничёв Москва                                                                  | 14,0      |
| 200 м с барьерами      | Вячеслав Кулебякин Ленинград                                                 | 23,2      | Александр Полюшкин Узбекская ССР Ташкент                                                    | 23,3      | Олег Булаткин Белорусская ССР Минск                                                         | 23,5      |
| 400 м с барьерами      | Дмитрий Стукалов Ленинград                                                   | 49,7      | Евгений Гавриленко Белорусская ССР Гомель                                                   | 50,2      | Виктор Савченко Украинская ССР Лисичанск                                                    | 50,2      |
| Прыжок в высоту        | Сергей Будалов РСФСР Московская область                                      | 2,15 м    | Владимир Журавлёв Украинская ССР Киев                                                       | 2,12 м    | не вручалась                                                                                |           |
| Прыжок в высоту        | Сергей Будалов РСФСР Московская область                                      | 2,15 м    | Владимир Абрамов Москва                                                                     | 2,12 м    | не вручалась                                                                                |           |
| Прыжок в высоту        | Сергей Будалов РСФСР Московская область                                      | 2,15 м    | Виктор Большов Молдавская ССР Кишинёв                                                       | 2,12 м    | не вручалась                                                                                |           |
| Прыжок с шестом        | Юрий Исаков РСФСР Свердловск                                                 | 5,41 м    | Янис Лаурис Латвийская ССР Рига                                                             | 5,25 м    | Владимир Трофименко Ленинград                                                               | 5,25 м    |
| Прыжок в длину         | Валерий Подлужный Украинская ССР Донецк                                      | 7,81 м    | Виктор Зубков РСФСР Московская область                                                      | 7,70 м    | Владимир Скибенко РСФСР Ростов-на-Дону                                                      | 7,51 м    |
| Тройной прыжок         | Виктор Санеев Грузинская ССР Тбилиси                                         | 16,86 м   | Михаил Барибан РСФСР Краснодар                                                              | 16,55 м   | Геннадий Бессонов РСФСР Московская область                                                  | 16,50 м   |
| Толкание ядра          | Александр Барышников Ленинград                                               | 19,77 м   | Римантас Плунге Литовская ССР Каунас                                                        | 19,73 м   | Эугениюс Скапас Литовская ССР Вильнюс                                                       | 19,07 м   |
| Метание диска          | Виктор Журба Украинская ССР Ворошиловград                                    | 59,62 м   | Виктор Пензиков РСФСР Ставрополь                                                            | 58,98 м   | Игорь Спасовходский Москва                                                                  | 58,16 м   |
| Метание молота         | Анатолий Бондарчук Украинская ССР Киев                                       | 75,20 м   | Алексей Спиридонов Ленинград                                                                | 74,08 м   | Валентин Дмитренко Украинская ССР Запорожье                                                 | 74,00 м   |
| Метание копья          | Янис Лусис Латвийская ССР Рига                                               | 83,06 м   | Александр Макаров РСФСР Московская область                                                  | 81,52 м   | Вилнис Фельдманис Латвийская ССР Рига                                                       | 81,38 м   |
| Ходьба на 20 км        | Владимир Резаев Москва                                                       | 1:26.50,4 | Владимир Шалошик Белорусская ССР Брест                                                      | 1:27.25,2 | Юрис Гришулис Латвийская ССР Бауска                                                         | 1:27.30,2 |
| Эстафета 4×100 м       | Москва Александр Корнелюк Борис Изместьев Александр Лебедев Алексей Чебыкин  | 39,6      | Белорусская ССР · Василий Зезетко · Александр Демидович · Сергей Коровин · Александр Жидких | 39,6      | Украинская ССР · Владимир Атамась · Виктор Зорькин · Валерий Борзов · Вячеслав Авсеев       | 40,1      |
| Эстафета 4×400 м       | РСФСР · Леонид Королёв · Валерий Юрченко · Владимир Пархомович · Семён Кочер | 3.06,4    | Москва Владимир Цыганов Валерий Юдин Владимир Погребняк Александр Братчиков                 | 3.06,9    | Украинская ССР · Евгений Баралей · Николай Явтушенко · Валерий Мошковский · Виктор Савченко | 3.07,2    |

### Женщины
| Дисциплина        | Золото                                                                           | Золото  | Серебро                                                                              | Серебро | Бронза                                                                           | Бронза  |
| ----------------- | -------------------------------------------------------------------------------- | ------- | ------------------------------------------------------------------------------------ | ------- | -------------------------------------------------------------------------------- | ------- |
| 100 м             | Надежда Бесфамильная Москва                                                      | 11,4    | Галина Митрохина Москва                                                              | 11,4    | Людмила Маслакова Москва                                                         | 11,5    |
| 200 м             | Марина Сидорова Ленинград                                                        | 23,4    | Надежда Бесфамильная Москва                                                          | 23,6    | Людмила Маслакова Москва                                                         | 24,3    |
| 400 м             | Надежда Колесникова Москва                                                       | 51,8    | Наталья Куличкова Москва                                                             | 52,7    | Ингрида Баркане Латвийская ССР Рига                                              | 53,3    |
| 800 м             | Ниёле Сабайте Литовская ССР Вильнюс                                              | 2.02,3  | Сармите Штула Латвийская ССР Рига                                                    | 2.02,5  | Светлана Стыркина Москва                                                         | 2.02,6  |
| 1500 м            | Людмила Брагина РСФСР Краснодар                                                  | 4.14,0  | Тамара Пангелова Украинская ССР Киев                                                 | 4.14,8  | Татьяна Казанкина Ленинград                                                      | 4.16,5  |
| 3000 м            | Людмила Брагина РСФСР Краснодар                                                  | 8.57,4  | Майя Истомина РСФСР Московская область                                               | 9.13,2  | Галина Сизинцева Ленинград                                                       | 9.17,8  |
| 100 м с барьерами | Любовь Кононова Казахская ССР Алма-Ата                                           | 13,8    | Наталья Лебедева Москва                                                              | 13,9    | Евгения Фролова Киргизская ССР Фрунзе                                            | 14,1    |
| 200 м с барьерами | Роза Бабич Узбекская ССР Ташкент                                                 | 26,7    | Любовь Кононова Казахская ССР Алма-Ата                                               | 26,9    | Татьяна Баскакова Москва                                                         | 26,9    |
| Прыжок в высоту   | Антонина Лазарева РСФСР Московская область                                       | 1,78 м  | Галина Филатова РСФСР Ярославль                                                      | 1,78 м  | Валентина Чулкова Узбекская ССР Ташкент                                          | 1,75 м  |
| Прыжок в высоту   | Антонина Лазарева РСФСР Московская область                                       | 1,78 м  | Галина Филатова РСФСР Ярославль                                                      | 1,78 м  | Светлана Гонтковская Украинская ССР Киев                                         | 1,75 м  |
| Прыжок в длину    | Капитолина Лотова РСФСР Горький                                                  | 6,44 м  | Людмила Погребняк РСФСР Ставрополь                                                   | 6,35 м  | Маргарита Трейните Литовская ССР Каунас                                          | 6,34 м  |
| Толкание ядра     | Светлана Долженко Молдавская ССР Кишинёв                                         | 19,48 м | Надежда Чижова Ленинград                                                             | 19,41 м | Антонина Иванова Москва                                                          | 18,64 м |
| Метание диска     | Фаина Мельник Армянская ССР Ереван                                               | 67,58 м | Надежда Сергеева Ленинград                                                           | 60,58 м | Людмила Муравьёва Москва                                                         | 58,04 м |
| Метание копья     | Эльвира Озолина Латвийская ССР Рига                                              | 63,12 м | Татьяна Жигалова Латвийская ССР Рига                                                 | 57,84 м | Светлана Королёва РСФСР Московская область                                       | 57,30 м |
| Эстафета 4×100 м  | Москва Татьяна Черникова Людмила Маслакова Галина Митрохина Надежда Бесфамильная | 44,7    | РСФСР · Наталья Карнаухова · Татьяна Каминская · Светлана Белова · Раиса Степанова   | 45,5    | Ленинград Наталья Лопатина Марина Сидорова Любовь Пименова Нина Гаврилова        | 46,0    |
| Эстафета 4×400 м  | Москва Наталья Иванова Любовь Шибенкова Наталья Куличкова Надежда Колесникова    | 3.32,5  | Латвийская ССР · Анна Синичкина · Астрида Шмерлиня · Сармите Штула · Ингрида Баркане | 3.33,8  | РСФСР · Лариса Моисейчикова · Лариса Звягинцева · Надежда Мушта · Любовь Жмакина | 3.38,8  |

## Чемпионат СССР по кроссу
Чемпионат СССР по кроссу 1973 года прошёл 4 марта в курортном городе Евпатория, Украинская ССР.

### Мужчины
| Дисциплина  | Золото                          | Золото  | Серебро                        | Серебро | Бронза                                     | Бронза  |
| ----------- | ------------------------------- | ------- | ------------------------------ | ------- | ------------------------------------------ | ------- |
| Кросс 8 км  | Виктор Комиссаров РСФСР Иваново | 23.36,2 | Юрий Алексашин Москва          | 23.36,8 | Александр Морозов РСФСР Московская область | 23.38,2 |
| Кросс 12 км | Рашид Шарафетдинов Ленинград    | 36.00,0 | Николай Свиридов РСФСР Воронеж | 36.00,8 | Анатолий Бадранков Казахская ССР Алма-Ата  | 36.01,2 |

### Женщины
| Дисциплина | Золото                                 | Золото | Серебро                               | Серебро | Бронза                                 | Бронза |
| ---------- | -------------------------------------- | ------ | ------------------------------------- | ------- | -------------------------------------- | ------ |
| Кросс 2 км | Майя Истомина РСФСР Московская область | 6.16,6 | Любовь Демченко Белорусская ССР Минск | 6.21,6  | Валентина Вяльцева РСФСР Ставрополь    | 6.25,6 |
| Кросс 3 км | Светлана Васькова РСФСР Уфа            | 9.44,8 | Мария Чернышёва Москва                | 9.54,0  | Лидия Жмурова РСФСР Московская область | 9.57,0 |

## Чемпионаты СССР по марафону, многоборьям и ходьбе на 50 км
Чемпионы СССР в марафоне, многоборьях и спортивной ходьбе на 50 км определились 4—6 июля в Москве на Центральном стадион имени В. И. Ленина. 22-летний Виктор Краузе из Алма-Аты, бежавший всего второй марафон в своей жизни, выиграл чемпионат СССР у трёхкратного призёра национальных первенств Юрия Великородных. Спортсмены показали одинаковый результат 2:17.14,6, а победитель был определён только по фотофинишу.
В ходьбе на 50 км чемпионом страны впервые стал Отто Барч, прервавший серию Вениамина Солдатенко из четырёх побед подряд.

### Мужчины
| Дисциплина      | Золото                               | Золото            | Серебро                                 | Серебро           | Бронза                                     | Бронза            |
| --------------- | ------------------------------------ | ----------------- | --------------------------------------- | ----------------- | ------------------------------------------ | ----------------- |
| Марафон         | Виктор Краузе Казахская ССР Алма-Ата | 2:17.14,6         | Юрий Великородных РСФСР Пермь           | 2:17.14,6         | Александр Матвеев Ленинград                | 2:17.37,0         |
| Десятиборье*    | Владимир Щербатых РСФСР Киров        | 7927 очков (7801) | Александр Блиняев Белорусская ССР Минск | 7895 очков (7759) | Борис Иванов РСФСР Московская область      | 7812 очков (7691) |
| Ходьба на 50 км | Отто Барч Киргизская ССР Фрунзе      | 4:05.53,8         | Сергей Бондаренко Ленинград             | 4:07.15,0         | Вениамин Солдатенко Казахская ССР Алма-Ата | 4:08.23,0         |

### Женщины
| Дисциплина | Золото                                 | Золото           | Серебро                     | Серебро          | Бронза                                | Бронза            |
| ---------- | -------------------------------------- | ---------------- | --------------------------- | ---------------- | ------------------------------------- | ----------------- |
| Пятиборье* | Надежда Ткаченко Украинская ССР Донецк | 4653 очка (4613) | Татьяна Ворохобко Ленинград | 4462 очка (4394) | Вера Ткаченко Казахская ССР Караганда | 4320 очков (4219) |

* Для определения победителя в соревнованиях многоборцев использовалась старая система начисления очков. Пересчёт с использованием современных таблиц перевода результатов в баллы приведён в скобках.